# Кубань (авіакомпанія)
Авіакомпанія «Кубань» (юридична назва — ВАТ «Авіаційні лінії Кубані») — колишня російська авіакомпанія, що базувалася в міжнародному аеропорту Краснодар. Авіакомпанія виконувала регулярні і чартерні рейси в міста Росії, СНД, далекого зарубіжжя, здійснювала перевезення пасажирів, вантажів і пошти.
10 грудня 2012 року було оголошено про банкрутство авіакомпанії і припинення польотів з наступного дня, 11 грудня 2012 року.

## Історія
Зародження краснодарської авіації почалося в 1932 році, коли неподалік від центральної садиби радгоспу «Пашківський» приземлилося сім літаків По-2, а вже через рік була заснована Пашківська сільськогосподарська авіабаза. У червні 1934 року на Кубані був створений перший авіазагін, який займався авіаперевезеннями і замовними рейсами в міста і населені пункти Краснодарського краю. В період Великої Вітчизняної війни льотчики Краснодарського авіазагону здійснювали евакуацію поранених, доставляли на фронт боєприпаси, паливно-мастильні матеріали. У післявоєнний період поновилися всі раніше освоєні маршрути, а в багатьох населених пунктах Краснодарського краю відкрилися порти місцевих повітряних ліній, яких не існувало до війни.
З 1946 року Краснодарський аеропорт почав приймати літаки Лі-2, а з 1948 року — Іл-14.У 1960 році вперше Краснодарський аеропорт прийняв авіалайнер – Іл-18, це стало можливим завдяки завершенню будівництва першої бетонованою злітно-посадкової смуги і двоповерхового аеровокзалу. Першим реактивним пасажирським лайнером, який здійснив посадку в столиці Кубані, став Ту-124, це відбулося в 1964 році. Наприкінці вісімдесятих років Краснодарський авіазагін став отримувати нові радянські авіалайнери – Як-42, одночасно з цим було завершено спорудження другої бетонованою злітно-посадкової смуги. У 1993 році Краснодарський авіазагін був перетворений у ВАТ «Авіаційні лінії Кубані». У 2000-х роках компанія увійшла до складу Авіаційного сектора компанії «Базовий елемент». У травні 2010 року авіакомпанія почала процес ребрендингу, частина літаків були прикрашені соняшниками - символом Кубані. Ідея належить англійському дизайн–бюро Honour Branding, а адаптувало нововведення краснодарське рекламне агентство Ruport. 
Парк авіакомпанії поповнився трьома повітряними суднами типу Boeing 737-300, що дозволило розширити географію польотів і зробити перельоти більш комфортними. 2 липня 2010 року компанія представила свій новий бренд: «Авіакомпанія „Кубань“».
Авіакомпанія «Авіакомпанія „Кубань“» 16 червня 2011 року уклала договір з OH Aircraft Limited (Ірландія) про постачання в лізинг трьох літаків Airbus A319 
Авіакомпанія «Кубань» припинила операційну діяльність і польоти своїх повітряних суден з 11 грудня 2012 року.

## Операційна діяльність
Компанія пропонувала перельоти за 18 напрямами Росії і зарубіжжя (дані літа 2012 року).
У 2009 році сумарна виручка склала 3 385 392 000 рублів, у 2010 — 3 371 913 000 рублів, у 2011 — 4 070 725 000 рублів.
ВАТ «Авіаційні лінії Кубані» оголосило про зупинення операційної діяльності та припинення польотів з опівночі 11 грудня 2012 р.
«Основною причиною зупинки діяльності є важка фінансова ситуація і неможливість дотримання низки положень нових Федеральних авіаційних правил „Сертифікаційні вимоги до фізичним особам, юридичним особам, які здійснюють комерційні повітряні перевезення“ (ФАП-11), що вступили в силу в кінці листопада 2012 р.», — наголошується в повідомленні «Кубані».

## Маршрутна мережа авіакомпанії «Кубань»
Авіакомпанія "Кубань" базувала свої повітряні судна в містах: Москва (Внуково), Краснодар (Пашківський), Сочі.
| Аеропорт                    | Пункти призначення                                                                                          |
| --------------------------- | --- |
| «Пашківський» (Краснодар)   | Москва (Внуково), Санкт-Петербург, Сочі, Дубай, Єреван, Стамбул, Тель-Авів + чартерні рейси, Самсун, Самара |
| «Внуково» (Москва)          | Краснодар, Сочі, Калінінград, Нальчик, Челябінськ + чартерні рейси                                          |
| «Велике Савіно» (Перм)      | Москва (Внуково), Краснодар, Дубай + чартерні рейси                                                         |
| «Пулково» (Санкт-Петербург) | Краснодар                                                                                                   |
| «Нальчик» (Нальчик)         | Москва (Внуково)                                                                                            |
| «Баландине» (Челябінськ)    | Москва (Внуково)                                                                                            |
| «Храброво» (Калінінград)    | Москва (Внуково)                                                                                            |
| «Сочі» (Сочі)               | Краснодар, Москва (Внуково)                                                                                 |

## Флот

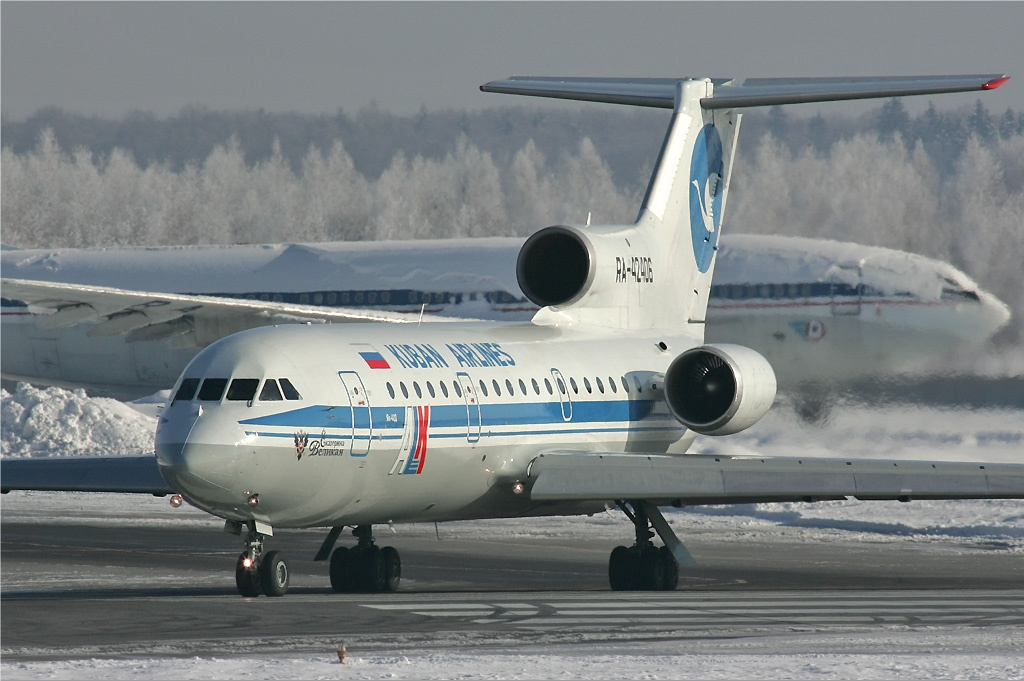
Літак Як-42Д авіакомпанії «Авіаційні лінії Кубані»

Авіакомпанія раніше припинила експлуатацію літаків типу Ту-154, Ан-24, Boeing 737-300 у розфарбуванні соняшників і Як-42 (RA-42350, RA-42331, RA-42363, RA-42367, RA-42375, RA-42386, RA-42406, RA-42421).

## Основні факти
Авіакомпанія "Кубань (ВАТ «Авіаційні лінії Кубані») у 2009 році перевезли 550 тис. пасажирів, що на 27 600 осіб менше, ніж за підсумками 2008 року. Виручка за 2009 рік склала 3,4 млрд руб., а чистий збиток — 213 млн руб.
«Авіаційні лінії Кубані» стали лауреатом премії «Кубанський транспортний Олімп» у номінації «Провідна авіапідприємство Півдня Росії», як підприємство, яке внесло найбільш вагомий внесок у розвиток транспортного комплексу Кубані.
За 12 місяців 2011 року «Кубань» перевезла 900 364 пасажира, збільшивши обсяг перевезень порівняно з 2010 роком на 35 %. На міжнародних напрямках авіакомпанія перевезла понад 239 тисяч осіб, що на 82 % більше, ніж у 2010 році. На внутрішніх повітряних лініях було перевезено понад 660 тисяч пасажирів, що більше ніж минулого року на 23,5 %. Пасажирообіг авіакомпанії в 2011 році зріс на 40,7 % і склав 1 369 741 пасажиро-кілометрів. Коефіцієнт зайнятості крісел в 2011 році також зріс на 17,8 процентних пункту, досягнувши показника 72 %.
У червні 2012 року в Ространснадзор стали надходити скарги пасажирів на те, що компанія скасувала регулярні рейси з Москви до Єкатеринбурга і Владикавказ, не надавши пасажирам альтернативи.
У грудні 2012 року Авіакомпанія «Кубань» припинила операційну діяльність і польоти своїх повітряних суден і оголосила про банкрутство.
У березні 2013 року Росавіація анулювала сертифікат експлуатанта ВАТ «Авіаційні лінії Кубані».